# Mayhem (banda)
Mayhem es un quinteto noruego de black metal y black metal noruego fundado en Oslo en 1984 por el bajista Jørn «Necrobutcher» Stubberud, el baterista Kjetil Manheim y el guitarrista Øystein «Euronymous» Aarseth. La banda sufrió varios cambios en su formación debido a la muerte y encarcelamiento de algunos de sus antiguos miembros. En 1991 el vocalista Dead se suicidó y en 1993, el guitarrista Euronymous fue asesinado por Varg Vikernes, lo que provocó la disolución de la banda. Durante este tiempo fue publicado su álbum debut, De Mysteriis Dom Sathanas (1994). Un año más tarde la banda volvió a ser reformada por los anteriores miembros del grupo, Maniac y Necrobutcher, además del nuevo guitarrista, Blasphemer. Esta formación publicó los álbumes Grand Declaration of War (2000) y Chimera (2004). Maniac dejó Mayhem tras la publicación de este último y fue reemplazado por Attila Csihar, que ya había colaborado en De Mysteriis Dom Sathanas. Su cuarto álbum de estudio, Ordo Ad Chao (2007), consiguió el premio Spellemann al mejor álbum de metal. En la actualidad, Mayhem está formada por Necrobutcher, Attila Csihar, Hellhammer y los guitarristas Teloch y Ghul.

## Historia

### Primeros años (1984-1986)
La historia de Mayhem comenzó en 1984 en Oslo, ahí tres adolescentes aficionados a la banda Venom, Jørn, Kjetil y Øystein, intentaron consolidar su primera banda. Se hacen llamar "Mayhem", en homenaje a una canción de Venom titulada "Mayhem with Mercy". Jorn, que toca el bajo, escogió el nombre artístico de "Necrobutcher", Kjetil, que toca la batería, decide usar su apellido "Manheim" y Oystein, que toca la guitarra, escoge el apodo "Euronymous". En sus inicios tocaban versiones de Venom y Celtic Frost, y más adelante un black metal propio, rápido, sordamente ruidoso con influencia del hardcore punk. A pesar de no grabar ni una sola canción en sus primeros meses, la banda consiguió gran popularidad en el underground. Al poco tiempo, Mayhem saca el demo Pure Fucking Armageddon, publicado en 1986. En abril de 1986 realizaron su primera gira. Ese año la banda se convirtió en cuarteto al ingresar Erik Nordheim como cantante, pasando a llamarse Messiah (nombre que al igual que el de Aarseth, fue inspirado en una canción de Hellhammer).
Ese mismo año dos miembros dejarían la banda, Maniac, que fue expulsado por su adicción a las drogas y por sus reiterados intentos de suicidio y el baterista Kjetil Manheim que se fue pero conservó una buena relación con los otros miembros. Para reemplazarlos llegaron Kittil Kittilsen (vocalista) y Helle Mel På De Kristne (conocido como Torben Grue) (batería) de la banda Vomit, pero que rápidamente dejó Mayhem. Kittilsen abandonaría más tarde su carrera musical debido a sus creencias cristianas.

### La época dorada (1987-1994)

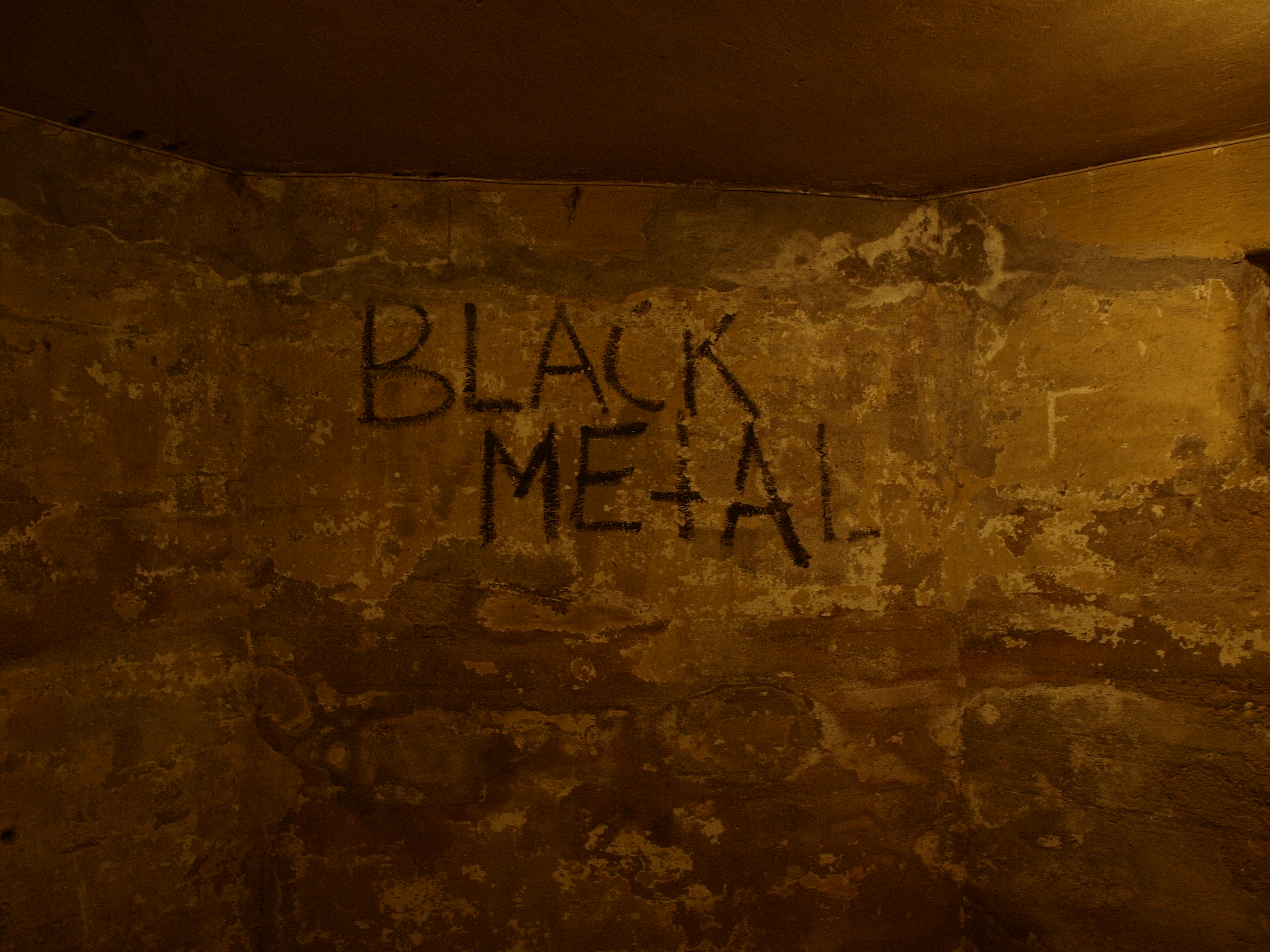
Grafiti realizado por Euronymous en el sótano de la tienda Helvete.

Se integró Per Yngve Ohlin reemplazando a Maniac. Se hacía llamar "Dead", un nombre que reflejaba su fascinación por la muerte, la decadencia y la oscuridad. Dead vivía en Estocolmo y era el vocalista de la banda Morbid, pero al saber que Mayhem buscaba vocalista se trasladó a Oslo e hizo llegar a la banda un sobre con una casete, un conejillo de Indias en descomposición y una carta en la que ponía que estaba buscando una nueva banda porque pensaba que Morbid no llegaría a ningún lado.
El sobre llamó la atención de los miembros de la banda y finalmente fue aceptado, demostrando que su contratación había sido un acierto, ya que los conciertos de Mayhem se convirtieron en un espectáculo en el que Dead se cortaba con cristales y se rumoreaba que enterraba sus ropas en cementerios como que también tenía una bolsa con un cuervo muerto, el cual solía oler antes de los conciertos para sentir el hedor de la muerte. En ese momento, Euronymous lo describió como inestable y posiblemente esquizofrénico. Fue tal la fascinación mórbida de Dead que la atmósfera de la banda se vio afectada pasando de la temática satánica a la oscuridad, la depresión y la muerte. Poco después de la llegada de Dead, se unió a la banda el percusionista Jan Axel Blomberg, conocido como Hellhammer (en homenaje a la mencionada banda suiza).
A mediados del año 1990 participaron en un concierto en Sarpsborg, Noruega en el festival Support for Slayer Magazine (junto a Equinox y Cadáver) en el que Dead tuvo que ser rápidamente ingresado por excesiva pérdida de sangre por cortarse profundamente. Este concierto sería incluido años más tarde en el bootleg Dawn of the Black Hearts.
El concierto más destacado de esta etapa se celebró el 26 de noviembre de 1990 en Leipzig, Alemania, siendo grabado y posteriormente publicado en 1993. En este concierto, la banda empezó a tocar algunas canciones, como «Funeral Fog», «Pagan Fears» y «Freezing Moon», en esta última la letra fue escrita por Dead y relata una experiencia cercana a la muerte que sufrió cuando todavía era un niño.
La noche del 8 de abril de 1991, Euronymous entró en el piso de Dead y se encontró al vocalista muerto; tenía las muñecas rajadas y un tiro de escopeta en la cabeza. En la nota de suicidio que dejó, sus últimas palabras fueron Sorry for all the blood (Disculpad toda la sangre). Al parecer primero intentó cortarse la venas (en las muñecas y en el cuello) para morir desangrado en un bosque cercano, pero como vio que tardaba demasiado en morir volvió a casa y se disparó con la escopeta. La reacción de Euronymous fue ir a comprar una cámara de fotos desechable y fotografiar el cadáver de Dead, que más tarde sería usado para el álbum en vivo semioficial Dawn of the Black Hearts. Algunos aseguran que Euronymous tomó trozos del cerebro y los cocinó, para posteriormente comérselo y que hizo un collar con trozos del cráneo. El guitarrista dijo que encontrar a Dead muerto no le sorprendió para nada, sino que estaba seguro de que eso ocurriría algún día.
Según amigos y conocidos suyos, Dead era una persona extremadamente oscura, pesimista, negativa y que sufría de depresión crónica. El baterista Hellhammer declaró refiriéndose al suicidio: "En realidad no me sorprendí. Era un tipo extraño, siempre estaba hablando sobre los porfirianos y los castillos de los Cárpatos y cómo esta vida es sólo un sueño".
Tras el suicidio del vocalista, Necrobutcher discutió con Euronymous por sacar las fotos, provocando finalmente la marcha del bajista. El elegido por Euronymous para sustituirle fue Stian Johannsen conocido como Occultus, que además también hizo las labores de vocalista por un corto período de tiempo, abandonando rápidamente Mayhem. En esa época, la banda permaneció un tiempo parada sin actuar en directo ni grabar nuevos temas. Euronymous abrió la tienda de discos Helvete y trabajó más seriamente con su discográfica Deathlike Silence Productions, financiando los dos primeros álbumes del proyecto en solitario de Varg Vikernes, Burzum.
En 1992, vistos los problemas para mantener una formación estable, Euronymous contrató a Varg Vikernes (bajo el nombre artístico de Count Grishnackh) como bajista, a Snorre Ruch (Blackthrone) como guitarrista y al húngaro Attila Csihar como vocalista para realizar la grabación de De Mysteriis Dom Sathanas, su primer álbum de estudio que tendría en la portada a la Catedral Nidaros, lo que provocó la reacción de la policía para evitar que este edificio corriera la misma suerte que las iglesias de Åsane y Fantoft.
Al año siguiente fue publicado Live in Leipzig en homenaje a Dead y que está considerado uno de los álbumes más influyentes del black metal.

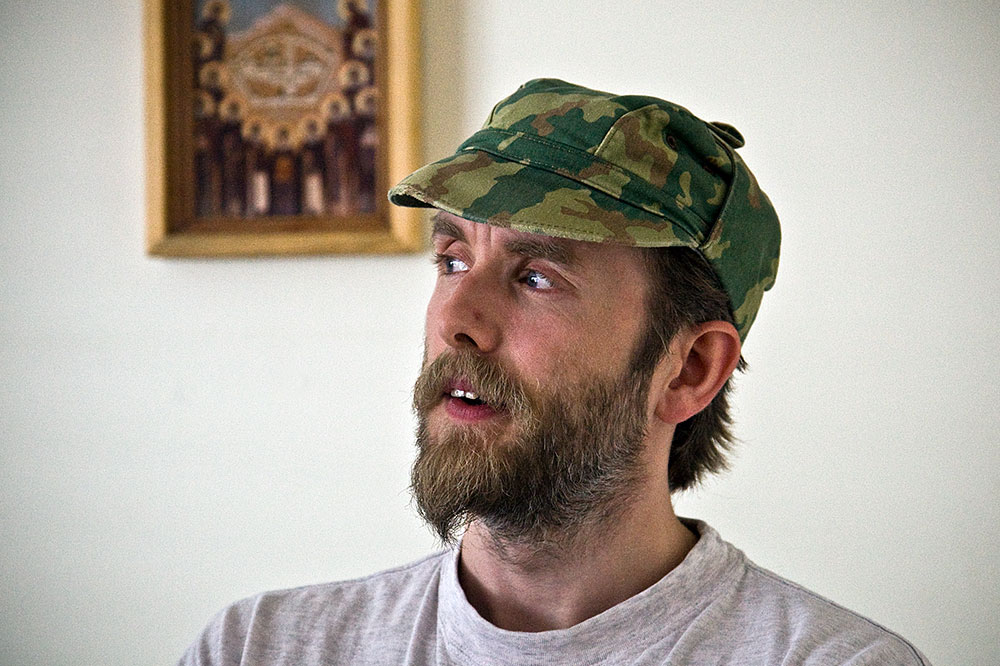
Vikernes durante su estancia en prisión.

El 10 de agosto de 1993, Varg Vikernes asesinó a Euronymous. Esa noche, Vikernes y Snorre Ruch habían viajado desde Bergen hasta al apartamento de Euronymous en Oslo. A su llegada se inició un enfrentamiento, que finalizó cuando Vikernes apuñaló mortalmente a Euronymous. Su cuerpo fue encontrado en el exterior de la vivienda con veintitrés puñaladas (dos en la cabeza, cinco en el cuello, y dieciséis en la espalda). En el juicio, Vikernes aseguró que Euronymous había planeado torturarle hasta la muerte y grabarlo con una cinta de vídeo como si fuera una película snuff. Vikernes defiende que la mayoría de las heridas de corte que se realizó el guitarrista fueron causadas por vidrios rotos sobre los que había caído.
Unos días después Vikernes fue detenido y unos meses más tarde fue condenado a 21 años de prisión por asesinato e incendio premeditado. Snorre Ruch también fue encarcelado por cómplice de asesinato y Attila Csihar volvió a Hungría a la universidad para terminar la carrera de Ingeniería, quedando únicamente Hellhammer en la banda, por lo que Mayhem dejó de existir.
En 1994 De Mysteriis Dom Sathanas fue publicado oficialmente como tributo a Euronymous. El álbum tardó en salir porque los padres del guitarrista (los nuevos dueños de la discográfica Deathlike Silence Productions) se negaban a ponerlo en venta con las pistas de bajo realizadas por Varg Vikernes. Finalmente Hellhammer les convenció diciendo que éstas habían sido regrabadas siendo tocadas por otra persona, aunque más tarde reconoció que esto era mentira. A pesar del título, las canciones no tratan sobre el demonio, sino sobre muerte y existencialismo.

### La reformación de la banda (1995-2004)

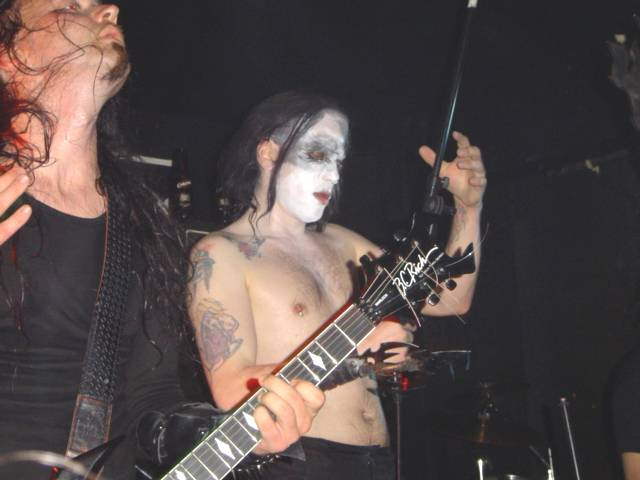
Blasphemer y Maniac en Glasgow en 2004.

En 1995 Hellhammer, Necrobutcher y Maniac se encuentran en el funeral de Euronymous y acuerdan reformar Mayhem. El elegido para sustituir a Aarseth es un desconocido guitarrista, Rune Eriksen conocido como Blasphemer.
En esa época se publican algunos álbumes en directo de la época con Dead como Dawn of the Black Hearts y Out from the Dark.
La primera grabación con esta formación es el EP Wolf's Lair Abyss que es para muchos el mejor álbum de la nueva formación, aunque en él ya se pueden apreciar influencias de la música industrial. Para promocionar el EP la banda prepara una extensa gira por toda Europa.
El 21 de julio de 1997 en la ciudad alemana de Bischofswerda realizan su primer concierto tras la muerte de Euronymous, que sería publicado al año siguiente en formato VHS (Live In Bischofswerda).
En el Mayhem Invades England Tour contrataron a un segundo guitarrista, Alexander Nordgaren (de la banda Fleurety), que permanecería en Mayhem hasta 1998 cuando se mudó a Inglaterra.
En noviembre realizan un concierto en Milán que sería publicado como álbum en vivo al año siguiente, Mediolanum Capta Est contando con la colaboración de Attila Csihar en la canción "From the Dark past".
En esta nueva etapa, las declaraciones racistas hechas por Hellhammer (que habló en contra de la mezcla de razas y sobre los extranjeros en Noruega) y la utilización de imágenes nazis como la esvástica o el emblema de la Totenkopf dieron lugar a que la banda fuera acusada de neonazismo.
En el año 2000 ve la luz su segundo álbum de estudio: Grand Declaration Of War que está fuertemente influenciado por el metal progresivo y el avant-garde metal. El álbum está basado en conceptos como la guerra y la destrucción apocalíptica. Algunos criticaron el álbum por sus elementos vanguardistas y electrónicos, al igual que la interpretación vocal de Maniac, que consideraron inferior a las de Dead y Attila Csihar. Aun así el álbum fue nominado en la primera edición de los Premios Alarm al mejor álbum de metal, que ganaría Damned In Black de Immortal.
En mayo de 2003, Mayhem volvió a ser noticia cuando un aficionado, Per Kristian Hagen, tuvo que ser ingresado en un hospital con una fractura de cráneo tras ser golpeado por la cabeza de una oveja que había sido arrojada al público desde el escenario. Se presentaron cargos, pero la banda se defendió alegando que había sido totalmente accidental.
Llegado el año 2004, Mayhem publica el álbum Chimera en el que se puede apreciar un retorno a sus primeros trabajos con un estilo brutal, pero con una producción considerablemente mejor que la de estos. El álbum estuvo nominado en la categoría de mejor álbum de metal en los Premio Alarm y en los Spellemann, pero en ambas ocasiones el ganador fue Isa de Enslaved. En agosto vuelven a participar en el festival Wacken Open Air, esta vez con la colaboración de Morten Furuly (alias Sanrabb) de Gehenna como segundo guitarrista. En Wacken fueron entrevistados para el documental Metal: A Headbanger's Journey, en el que un Necrobutcher completamente ebrio dejó bien claro que son la mejor banda de metal.
El 17 de noviembre Maniac dejó la banda de mutuo acuerdo con los demás miembros; entre los motivos destacaban su adicción al alcohol que le hacía olvidar las letras de las canciones lo que le ocasionaba miedo escénico. Attila Csihar regresó a Mayhem para reemplazarle.

### El regreso de Attila (2005-2008)

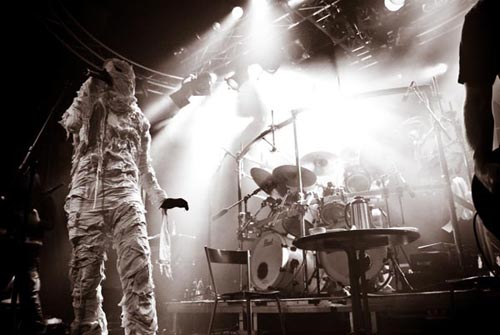
Mayhem en el festival Hole in the Sky 2007.

El cuarto álbum de la banda, titulado Ordo Ad Chao (en latín Orden del caos), fue publicado en abril de 2007. Ordo ad Chao contiene un sonido mucho más crudo que los anteriores álbumes de la banda. El álbum sigue el estilo experimental de la banda con canciones muy largas como por ejemplo "Illuminate Eliminate", que dura 9:40, siendo la segunda canción más larga de la banda. El álbum recibió buenas críticas y fue uno de los más vendidos de la banda hasta la fecha, alcanzando el puesto 12 en las listas de Noruega. Attila Csihar dijo del álbum:

Queríamos dejar de lado la religión y las letras satanistas y meternos más en temas filosóficos, la conexión de la vida con la naturaleza, los manuscritos de las civilizaciones antiguas donde de alguna forma se explica el comienzo de este jodido mundo. Queríamos que hubiera una conexión real entre las letras y la música, para crear una obra realmente extraña y no fácil de escuchar sin meterte de lleno en esos terrenos escabrosos de la mente. Creo que este álbum tiene muchas cosas "nuevas" y ha sido un verdadero reto el poder participar.

A principios de 2008, Ordo Ad Chao ganó el premio Spellemann al mejor álbum de metal de 2007.
Un videoclip fue rodado para la canción "Anti", el primero y el último hasta la fecha que la banda ha rodado.
En abril de 2008, Blasphemer anunció su salida de Mayhem, publicando el siguiente comunicado:

La principal razón de mi marcha radica en el hecho de que no veo ningún futuro para mí en la banda. He estado tocando en ella desde ya hace más de 13 años y he compuesto, producido y publicado varios álbumes con gran visión, dedicación y artesanía. Tarde o temprano, todo llega a su fin, y en mi caso, esto se ha terminado.

Blasphemer acordó tocar en festivales europeos con la banda en los meses de verano de 2008, hasta su último concierto el 8 de agosto en el Øyafestivalen (Oslo). Esto marcó la salida del músico al que se le atribuye la mayor parte de la composición musical de la banda en los tres últimos álbumes de estudio.
Ese mismo año fue publicado el documental Pure Fucking Mayhem que trata sobre la historia de la banda y que alcanzó la octava posición en la lista noruega de DVD.

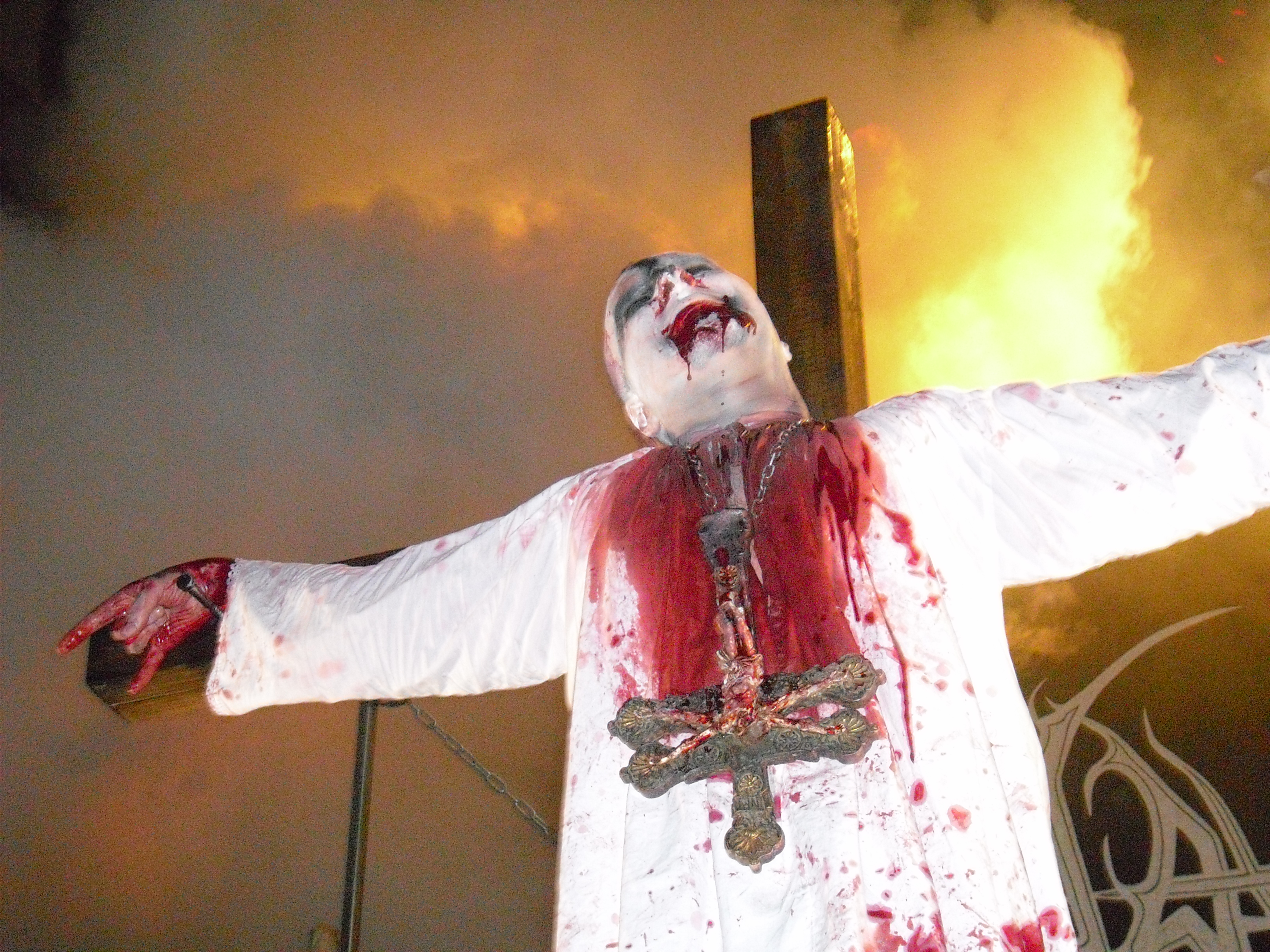
Attila Csihar durante la actuación de Mayhem en el Inferno festival de 2010.

En octubre de 2008 y para poder realizar la gira South America Fucking Armageddon el guitarrista Krister Dreyer conocido como Morfeus (Dimension F3H / Limbonic Art) se unió a Mayhem para sustituir a Blasphemer.
Coincidiendo con el 25 aniversario de su creación, la banda se encabezó en una extensa gira mundial.

### Silmaeth  y Morfeus (2009-2010)
En el verano de 2009, la banda confirmó al músico francés Silmaeth (Vorkreist) como segunda guitarra. Al igual que Morfeus, los dos están considerados como músicos de sesión y no son miembros oficiales de la banda. En noviembre de 2009, la banda fue arrestada en Tilburg, Holanda, después de destruir una habitación de hotel en un tour.
La factura ascendió a 5 000 euros.
En abril de 2010, Mayhem actuó en el Inferno Metal Festival de Oslo como cabezas de cartel. Durante la interpretación de la última canción, «Pure Fucking Armageddon», Csihar fue crucificado como parte del espectáculo y la canción fue cantada por el primer vocalista de la banda, Messiah.

### La formación actual y Quinto Álbum (2011-2013)
Silmaeth dejó la banda en febrero de 2011, su puesto fue ocupado por Teloch (Morten Bergeton Iversen) que había colaborado con Gorgoroth y Ov Hell.
En marzo de 2012, la compañía aérea Norwegian Air Shuttle, mediante votación del público, eligió a Euronymous como mascota de la compañía y su cara aparecerá en la cola de sus aviones.  A partir de noviembre de 2013, el nuevo álbum se estaba mezclando, con una fecha de lanzamiento anticipada para 2014.

### Esoteric Warfare y la gira "Black Metal Warfare" (2014-presente)
El 20 de febrero de 2014, el sello discográfico de la banda, Season of Mist, anunció que el nuevo álbum Esoteric Warfare se lanzaría en todo el mundo el 27 de mayo de 2014.  Esto marcó el primer esfuerzo de estudio de Mayhem desde la salida de Blasphemer y el estado permanente de Teloch en la banda.
En enero de 2015, Mayhem, Watain y Revenge tocaron juntos como parte de la gira "Black Metal Warfare" en los Estados Unidos. Mayhem y Watain viajaron nuevamente a los Estados Unidos en noviembre de 2015 con Rotting Christ como "Parte II" de la gira anterior.

## Influencia
Mayhem ha influenciado a importantes bandas posteriores de metal extremo. Algunas bandas que han mencionado a Mayhem como influencia o han hecho covers de sus canciones son: Immortal, Absu, Behemoth, Gorgoroth, Emperor, Limbonic Art, Carpathian Forest, Aura Noir, Dark Funeral, Vader, Ulver, Keep of Kalessin, Dimmu Borgir, 1349, Anaal Nathrakh y Nargaroth.

## Miembros

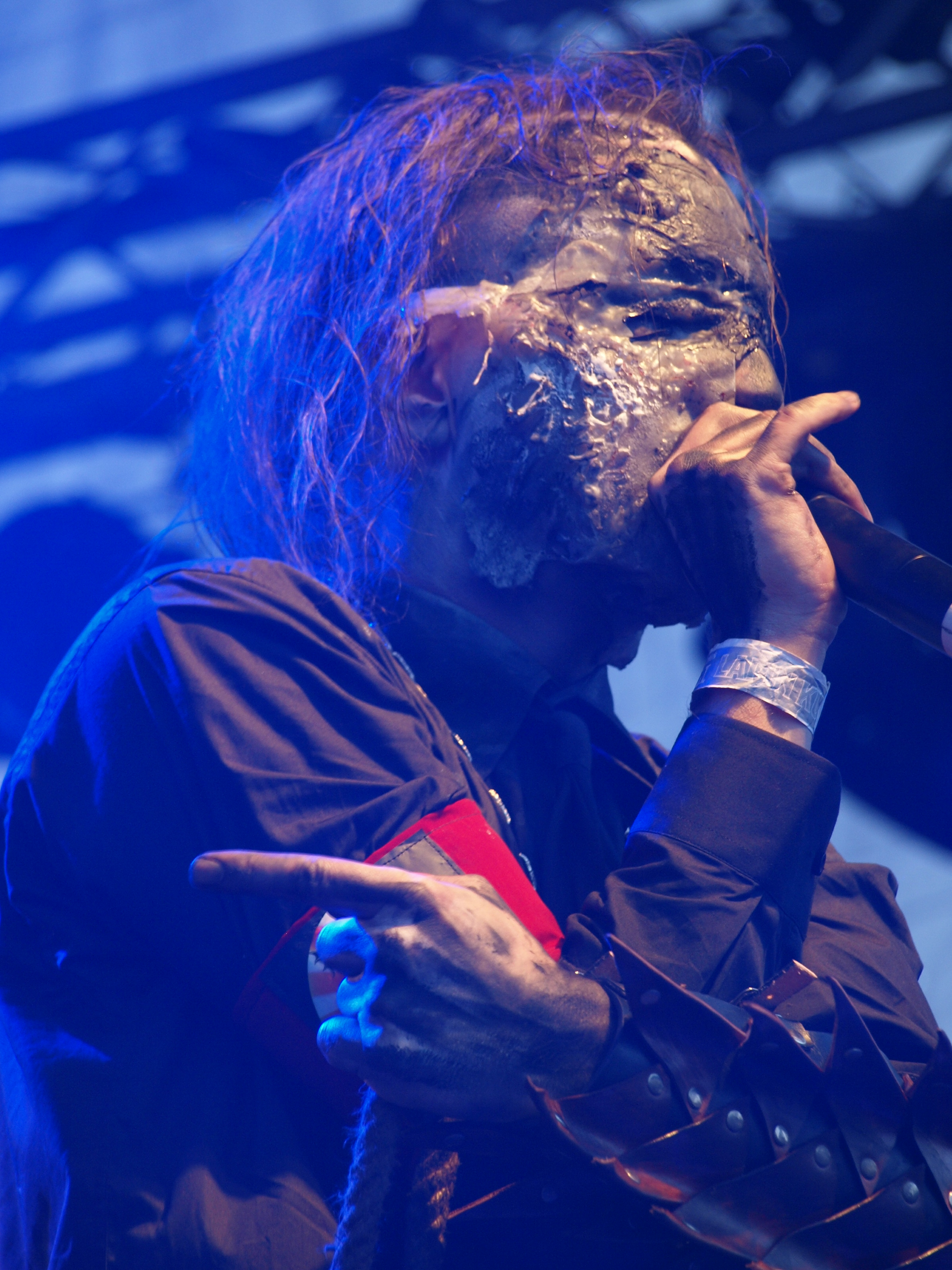
Attila Csihar vocalista
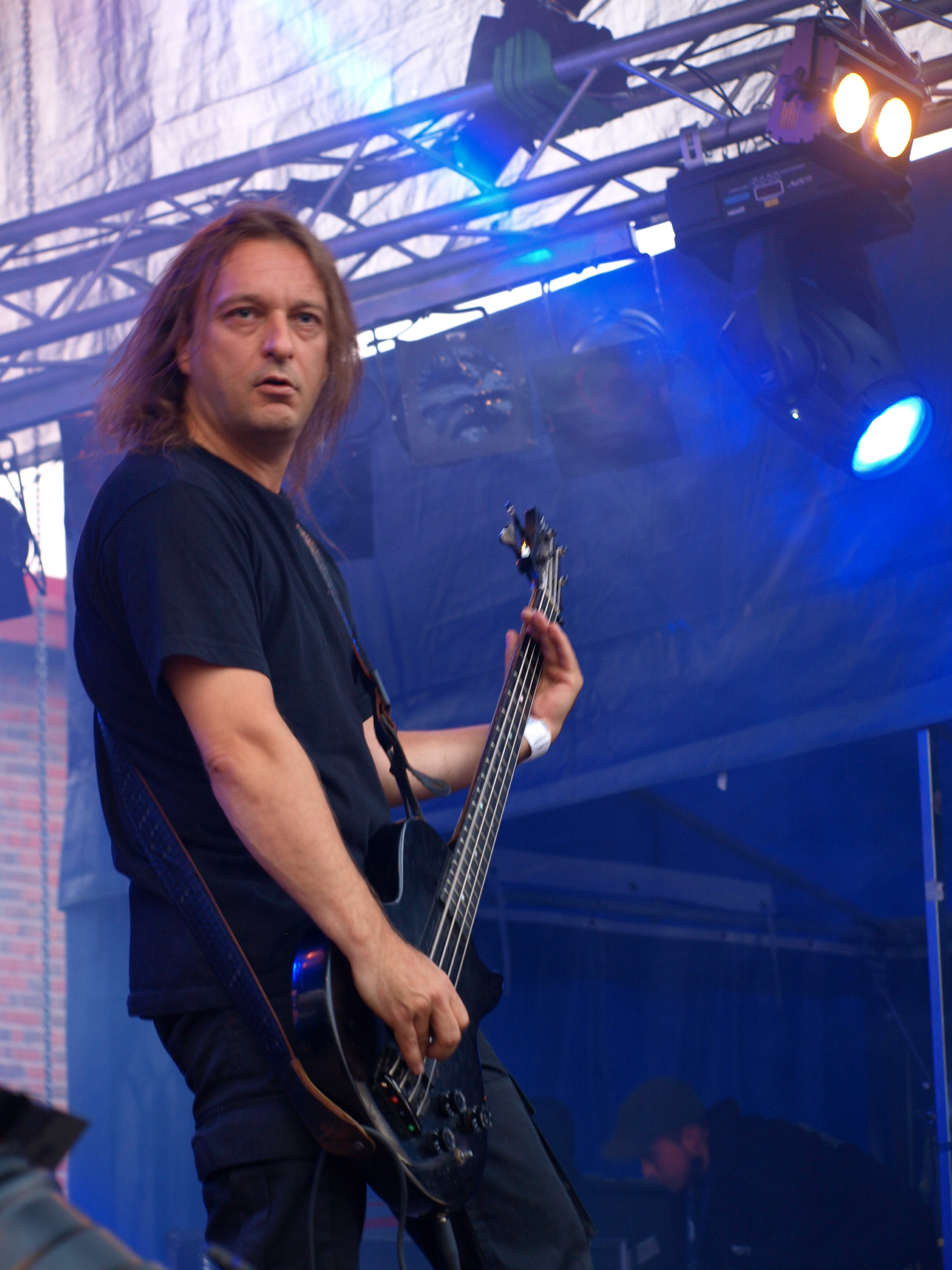
Necrobutcher bajista
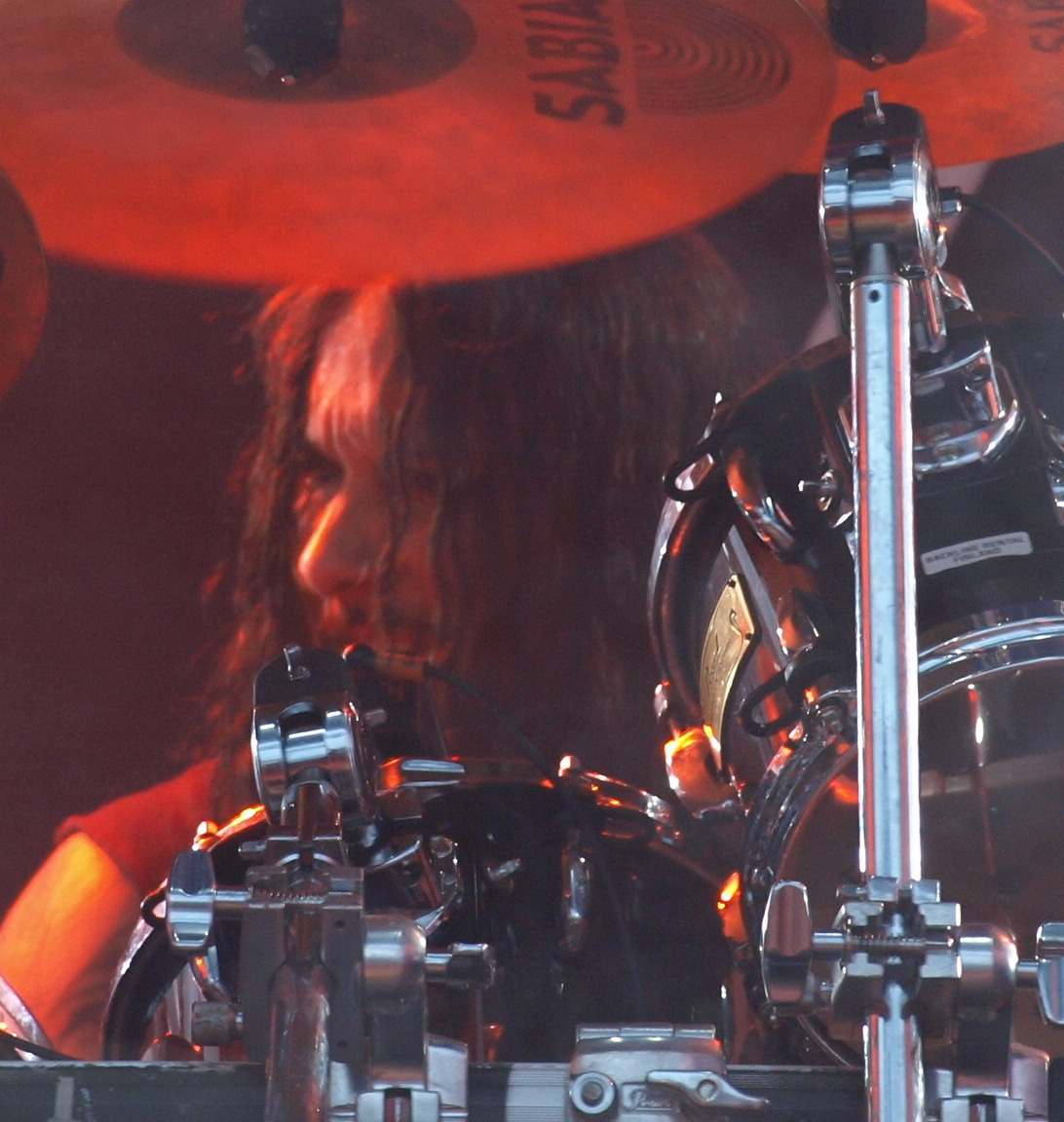
Hellhammer baterista
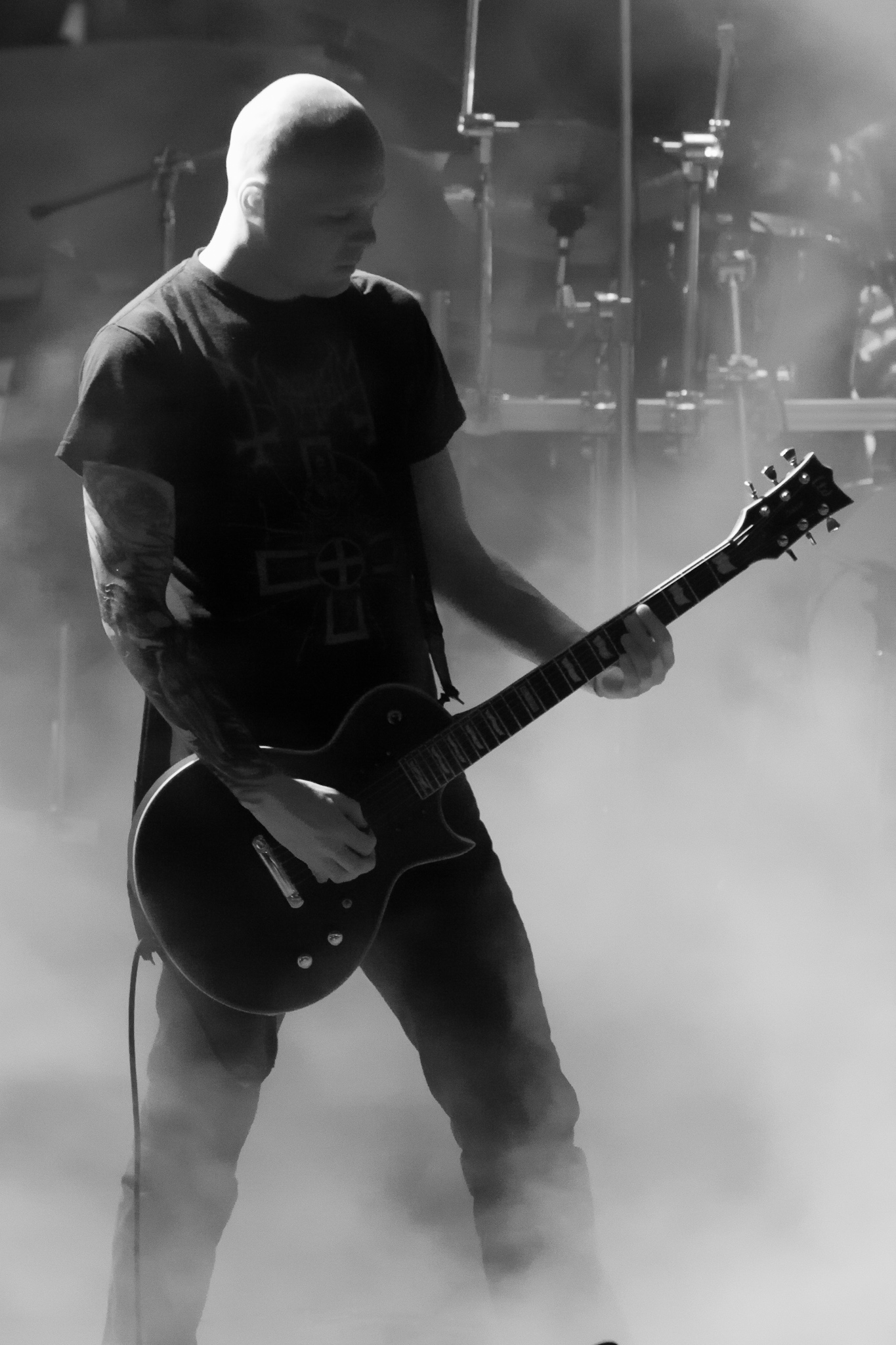
Teloch guitarrista
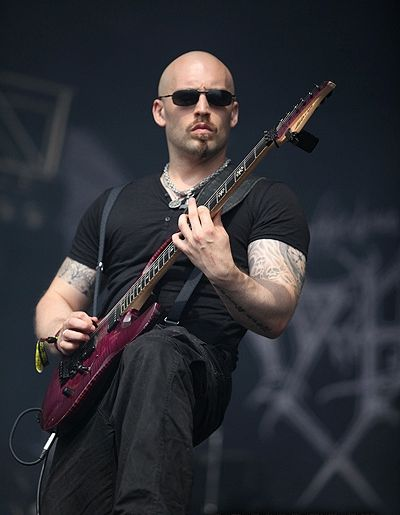
Ghul guitarrista

## Discografía

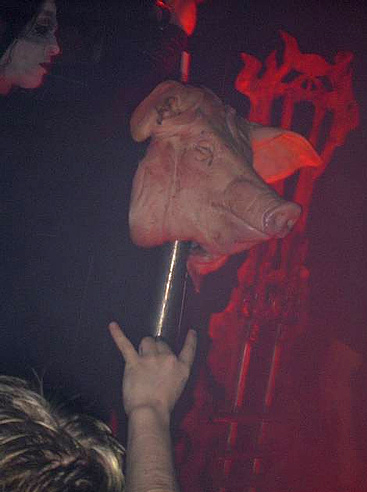
Las cabezas de cerdos empaladas siempre fueron un distintivo de los conciertos de la banda.

- 1987: Deathcrush
- 1994: De Mysteriis Dom Sathanas
- 2000: Grand Declaration of War
- 2004: Chimera
- 2007: Ordo Ad Chao
- 2014: Esoteric Warfare
- 2019: Daemon

## Reconocimientos

### Premios Spellemann
| Año  | Premio               | Notas            | Resultado |
| ---- | -------------------- | ---------------- | --------- |
| 2004 | Mejor álbum de metal | Por Chimera      | Nominado  |
| 2007 | Mejor álbum de metal | Por Ordo Ad Chao | Ganador   |

### Premios Alarm
| Año  | Premio               | Notas                        | Resultado |
| ---- | -------------------- | ---------------------------- | --------- |
| 2001 | Mejor álbum de metal | Por Grand Declaration of War | Nominado  |
| 2005 | Mejor álbum de metal | Por Chimera                  | Nominado  |
| 2004 | Mejor álbum de metal | Por Ordo Ad Chao             | Nominado  |